# Sumpnässla
Sumpnässla (Urtica kioviensis) är en nässelväxtart i släktet nässlor (Urtica) som beskrevs av Afanasij Semjonovitj Rogovitj 1843. IUCN kategoriserar arten globalt som otillräckligt studerad. Arten har ej påträffats i Sverige.

## Kännetecken
Sumpnässlan liknar en högvuxen brännässla (upp till 2 m hög) och skiljs från denna på att de smalt elliptiska fröna är 1,6-2 mm långa (brännässlan har 1,1-1,3 mm långa elliptiska till elliptiskt äggrunda frön) samt att stiplerna är brett triangulära och på övre delen av plantan sammanvuxna (medan brännässlan har avlånga fria stipler).

## Förekomst i Europa
Arten förekommer i Öst- och Centraleuropa från östra Österrike till Ukraina. Därutöver är den påträffad (första gången 1993) mycket sällsynt i Danmark, med sju bestånd i Knudsskov på Knudshoved Odde (Själland), samt ett bestånd vardera på Nekselø, Sejerø och Lolland.

## Bildgalleri

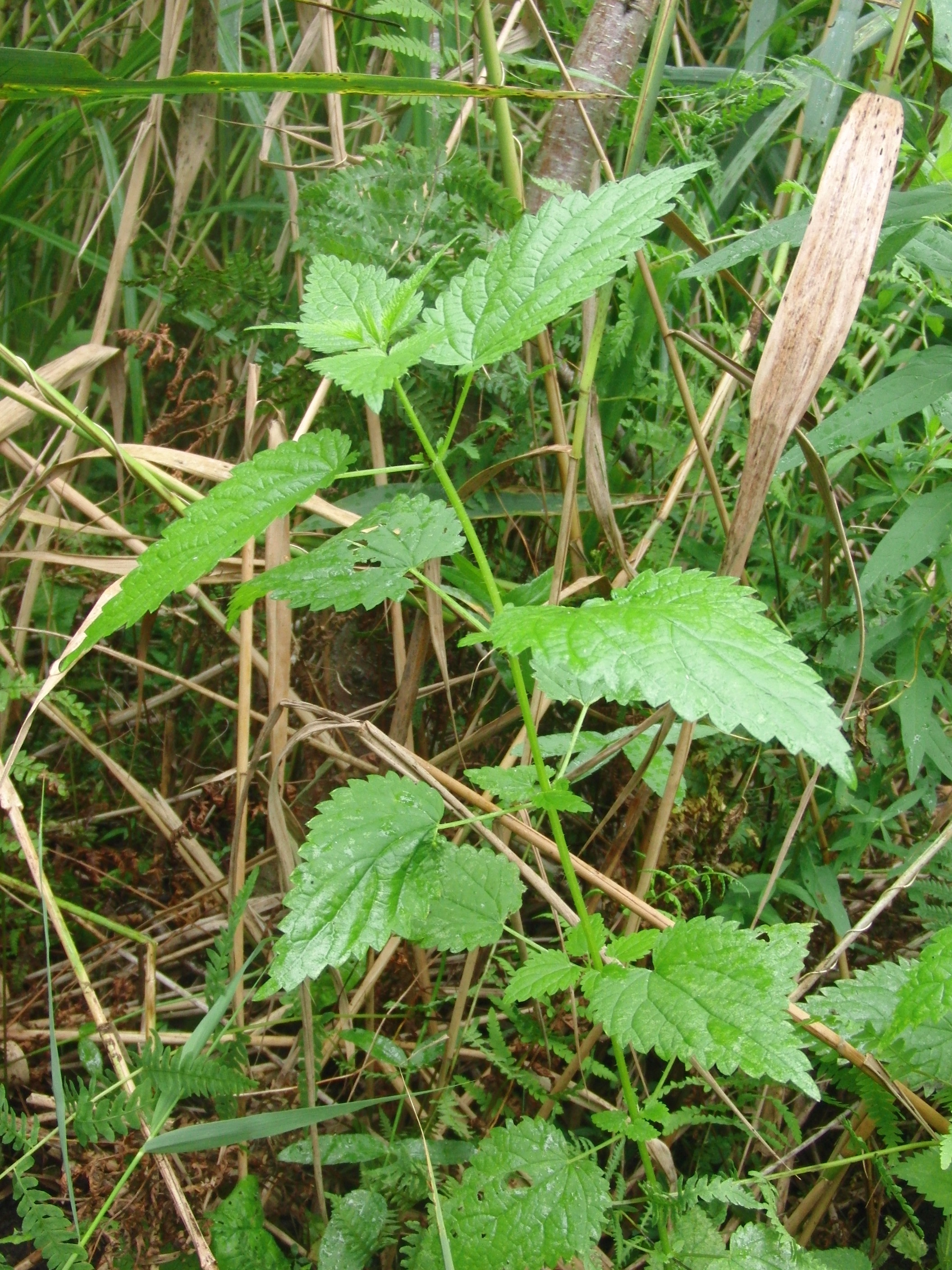
Notera de brett triangulära stiplerna.
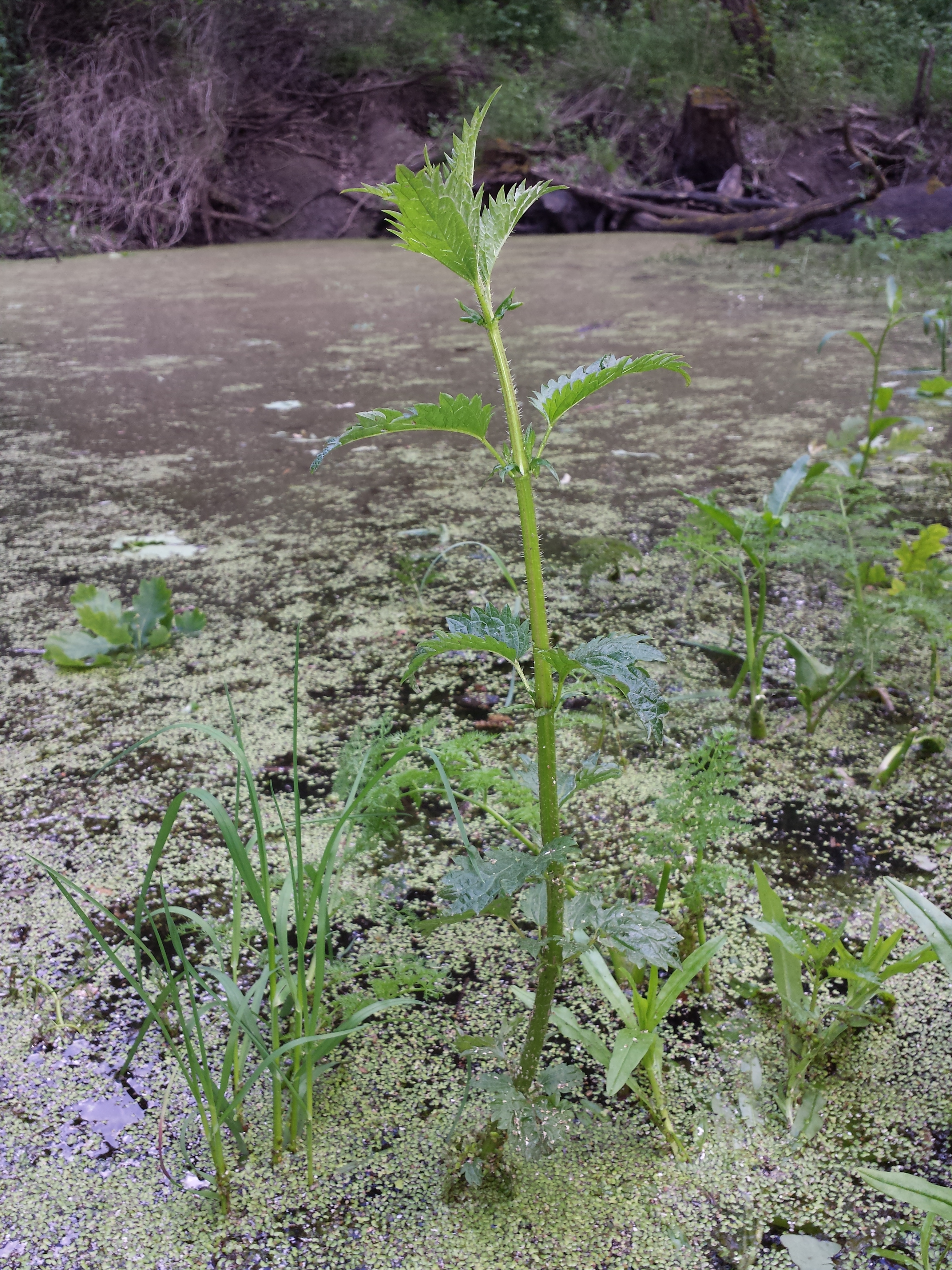
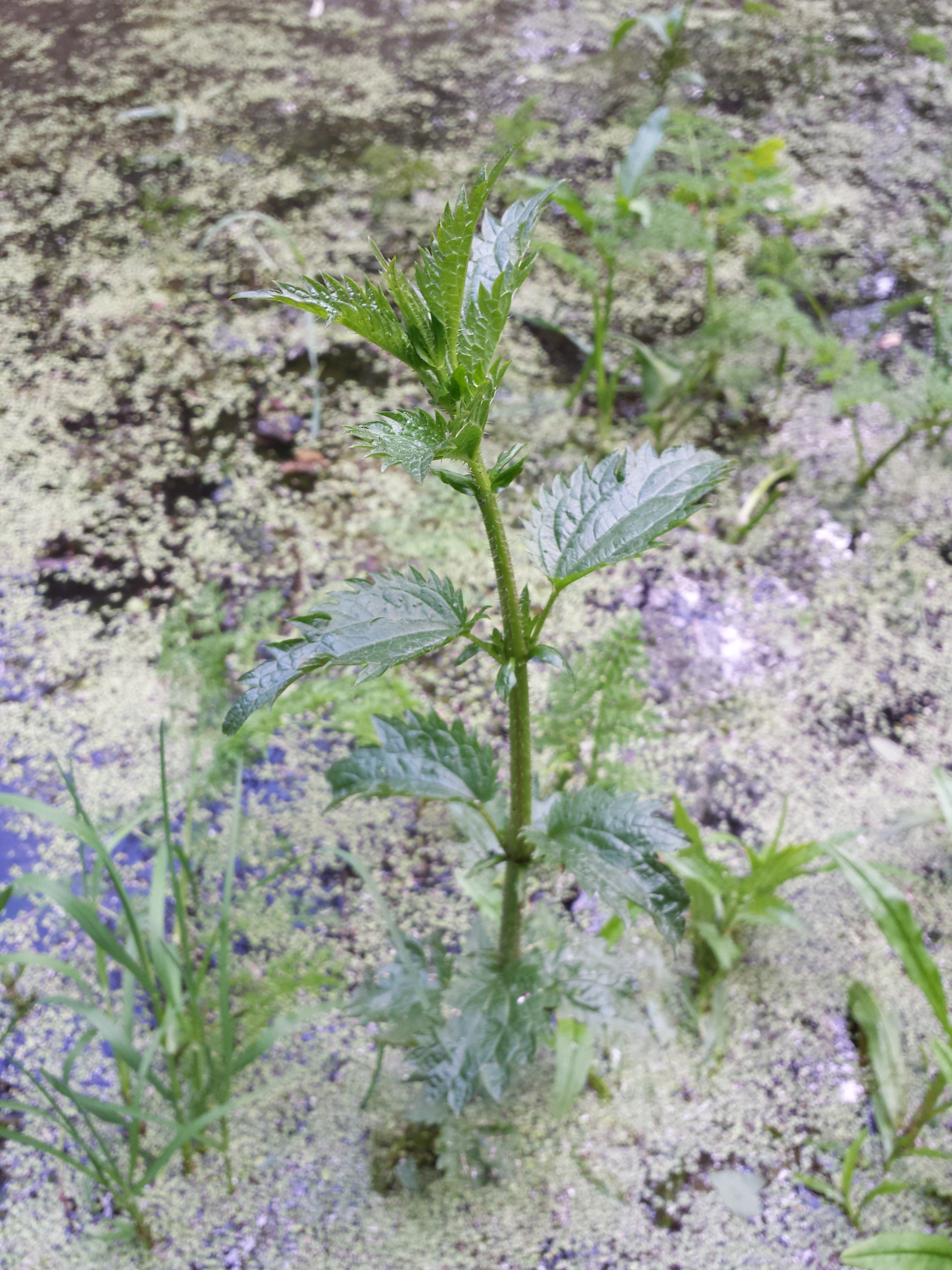